# Josef Oberhauser
Josef "Sepp" Oberhauser (født 20. september 1915 i München, død 22. november 1979 smst.) var en tysk SS-officer (Oberscharführer), som medvirkede til holocaust og ved aflivning af funktionshæmmede under anden verdenskrig. Oberhauser medvirkede først i Aktion T4, der var systematisk drab (skønmalet som «dødshjælp» eller eutanasi) på fysisk og psykisk funktionshæmmede i Tyskland under det tredje rige. Derefter deltog han i det okkuperede Polen i Aksjon Reinhardt, som var den mest dødelige periode under holocaust. Efter tjeneste i Polen medvirkede han i Trieste i jagt på jøder og partisaner.
Oberhauser er den eneste tysker, der er dømt for massemordet i Bełżec, hvor 450.000 blev dræbt. Han sad to år i fængsel. Han var derudover dømt for medvirken til T4, hvor titusindvis blev dræbt. Det afsonede han otte år for. I Italien blev han dømt til livstid in absentia uden at afsone straffen.

## Baggrund
Josef Kaspar Oberhauser blev født 20. september 1915 i München. Efter grundskolen arbejdede han på onklens gård til 1934, hvor han meldte sig frivillig til militærtjeneste. Han dimitterede 18 måneder senere og meldte sig da ind i NSDAP og blev medlem af SS-Totenkopfstandarte. Han blev udstationeret i Oranienburg og tjenestegjorde højst sandsynligt som vagt i Sachsenhausen. Efter den tyske invasion af Polen tjenestegjorde Oberhauser i SS-Leibstandarte Adolf Hitler.

## Aktion T4
Efter krigstjeneste i Polen arbejdede Oberhauser med «eutanasi» under Aktion T4. Han blev først sendt til anlægget i Grafeneck, derefter Brandenburg an der Havel og Bernburg (i Sachsen-Anhalt). Hans opgaver på disse steder var hovedsagelig at brænde lig, noget som var den mindst attraktive opgave og den laveste i hierarkiet. Oberhauser skal have brystet sig af, at han havde brændt mindst 20.000 lig. På aflivningscentret i Grafeneck arbejdede Oberhauser sammen med Christian Wirth. I august 1941, da det centrale eutanasi-program blev afviklet, var 70.000 personer dræbt.

## Aktion Reinhard
I november 1941 blev Oberhauser overført til Odilo Globocniks stab i Lublin i Generalguvernementet. Opføring af Bełżec begyndte i 1. november 1941 og Oberhauser blev leder af byggearbejdet. Wirth blev kommandant for lejren i december 1941 med Oberhauser som adjudant (omtalt som «Wirths skygge»). Oberhauser organiserede også ukrainske medhjælpere fra Trawniki-lejren til tjeneste i Bełżec. Bełżec var den første rene udryddelseslejr under Aktion Reinhard. Byggearbejdet blev for det meste udførte af polske arbejdere. Bełżec var sandsynligt færdigopført midt i december 1941. Mere personel fra T4 blev overført til Aktion Reinhard i slutningen af 1941 og tidligt i 1942. Oberhauser arbejdede i Bełżec til august 1942 og fortsatte som Wirths assistent, da Wirth blev udnævnt til inspektør for alle udryddelseslejre i området.

## Trieste
Efter aktion Reinhard flyttede en god del af SS-personalet, blandt andre Hermann Höfle, Lorenz Hackenholt og Ernst Lerch, til Adriaterhavskysten med base i Risiera din San Sabba lige uden for Trieste. Der drev Globocnik jagt på partisaner og de tilbageværende jøder. Yitzhak Arad skriver, at Christian Wirth, Franz Stangl og Franz Reichleitner rejste til Trieste sammen med Globocnik, mens Gottlieb Hering rejste efter Aktion Erntefest. Fra Polen blev Oberhauser i september 1943 overført til Trieste sammen med blandt andre Wirth og Odilo Globocnik.
De arbejdede i den såkaldte Aktion R (også kaldt Sonderabteilung Einsatz R) med blandt andet koncentrationslejren Risiera din San Sabba. Under Globocniks ledelse blev San Sabba udvidet fra interneringslejr til et regulært drabsanlæg med krematorier. Mellem 3.000 og 5.000 blev dræbt der, hvoraf de fleste antagne partisaner og lille antal (50) jøder. Omkring 1.100 jøder blev sendte fra San Sabba til Auschwitz fra oktober 1943 til november 1944. Oberhauser blev forfremmet til kommandant for San Sabba efter at Wirth blev dræbt i maj 1944.

## Efter krigen
Ved slutningen af krigen sad Oberhauser i en britisk krigsfangelejr i Østrig. Han rykkede senere fra lejren til den sovjetiske besættelseszone. I den sovjetiske zone blev han arresteret og i 1948 stillet for retten i Magdeburg. Oberhauser blev idømt 15 års fængsel for medvirken under T4 og for medlemskab af SS. I forbindelse med et omfattende amnesti blev han i 1956 sluppet fri og returnerede til München, hvor han fik arbejde som tjener i en ølstue.
I 1964–1965 blev Oberhauser idømt fire års fængsel for medvirkning til 450.000 mord i Bełżec. Domstolen i München (Landdgericht München) gav ham en relativt kort straf begrundet med, at Oberhauser havde afsonet en fængselsstraf i DDR. Sagen mod de øvrige tiltalte i Bełżec-processen (tysk: Belzec-Prozess) i München blev frafaldt. De tiltalte nægtede ikke, at der var sket massemord i lejren, der de arbejdede. Ved retsopgøret fremholdt hans kollegaer fra Bełżec, at Oberhauser var involveret i alle dele af driften af udryddelseslejren, at Oberhauser var en central magthaver i lejren og at han medvirkede til den effektive drift. Efter at have afsonet halvdelen af straffen blev Oberhauser løsladt og fortsatte derefter sit arbejde i ølstuen.
Domstolen i Trieste dømte Oberhauser in absentia i 1976 til livstid i fængsel for forbrydelser i Italien under krigen. Straffesagen i Trieste blev udløst af Sobibor-processen i Hagen i 1966: Tyske undersøgere bad om dokumenter fra Italien noget som førte til efterforskning der hen. Ingen af de seks tiltalte i Trieste-processen var til stede og kun Oberhauser var i live, da sagen kom for retten (Wirth døde i 1944, Gottlieb Hering i 1945, Stangl i 1971 og Dietrich Allers i 1975). Domstolen baserede sig på dokumenter fra tyske retssager samt en forklaring, Oberhauser gav til tyske myndigheder. I sin forklaring hævdede Oberhauser at han ikke kendte til krematorier i San Sabba. Oberhauser afsonede ikke straffen.
Claude Lanzmann opsøgte Oberhauser i ølstuen i 1978 for at interviewe ham om tiden i Belzec. Oberhauser villes ikke svare om udryddelseslejren eller chefen Christian Wirth. Gitta Sereny havde tidligere forsøgt at interviewe ham uden resultat.